# لعبة الست (مسرحية)
لعبة الست هي مسرحية كوميدية مصرية عرضت في عام 1999، مأخوذة من فيلم لعبة الست لنجيب الريحاني وتحية كاريوكا والذي عرض عام 1946، من بطولة محمد صبحي وسيمون، ومن إخراج محمد صبحي.

## قصة المسرحية
تدور أحداث المسرحية حول رجل فقير جداً يدعى حسن أبو طبق (محمد صبحي)، يحاول حسن أن يكسب رزقه بأي عمل يؤمن له لقمة العيش. يعيش حسن في منزل قديم جداً، كانت تسكن فيه امرأة تدعى أم دعبس. في أحد الأيام تدق بابه فتاة تدعى لعبة (سيمون) وهي تسأل عن خالتها أم دعبس فهي هاربة من ابن خالتها محمود بلالايكا الذي يريد أن يستغلها في أعمال غير شرعية. فيحاول حسن مساعدة لعبة. ويقع حسن في حب لعبة ويتزوجها بشرط من أهلها أن يتركها تعمل بمجال الفن مقابل إمضاءه لبعض وصولات الأمانة. وبمرور الأحداث تتعرف الفنانة فاتينيستا (الاسم الفني للعبة) على رجل أعمال لبناني يريد الزواج بها، فتترك حسن لتتزوج بالرجل الأخر وتتوالى الأحداث.

## طاقم التمثيل
- محمد صبحي: (حسن عاشور أبو طبق)[5]
- سيمون: (لعبة إبراهيم نفخو / فاتينيستا)
- شعبان حسين: (محمود بلالايكا)
- محمود أبو زيد: (إبراهيم نفخو)
- أمل إبراهيم: (سنية جنح)
- خليل مرسي: (إيزاك عنبر)
- عبد الله مشرف: (قرداحي)
- مجدي صبحي: (المنتج السينمائي اليوناني)
- أركان فؤاد: (وجيه الشابوري)
- شوقي طنطاوي: (المتقدم للوظيفة)
- عبير فاروق
- محمد رضوان
- نزهة أنكيلة
- هشام فريد
- أيمن حمودة
- خالد فوزي
- علي الشريف
- شادي خفاجة: (الطفل مُوزع الزبادي)

## فريق العمل
- إخراج مسرحي: محمد صبحي
- إخراج تلفزيوني: هشام عكاشة
- قصة: نجيب الريحاني
- إعداد مسرحي: مهدي يوسف، محمد صبحي
- كلمات الأغاني: خيري فؤاد
- ألحان الأغاني وموسيقى: حسن أبو السعود
- مديرو التصوير: محمود حامد، سامي فيليب، طارق عبد الغني، ممدوح الزهار
- إنتاج: صوت القاهرة للصوتيات والمرئيات (محمد عمارة)